# 콜 오브 듀티: 뱅가드
콜 오브 듀티: 뱅가드(영어: Call of Duty:Vangaurd)는 슬레지해머 게임스가 개발하고 액티비전이 배급한 2021년 1인칭 슈팅 게임이다. 마이크로소프트 윈도우, 플레이스테이션 4, 플레이스테이션 5, 엑스박스 원, 엑스박스 시리즈 X/S용으로 11월 5일 출시되었다. 콜 오브 듀티 중에 18번째 게임이다. 뱅가드는 제2차 세계 대전의 다양한 극장들에서 등장하고 있는 위협에 맞서기 위해 특수부대의 탄생을 다룬 줄거리를 설정한다.

## 게임 플레이

### 켐페인
뱅가드의 캠페인은 모던 워페어에서 이전에 소개된 것과 유사한 게임플레이 메카니즘을 특징으로 하며, 플레이어는 평평한 표면에 무기를 장착하고, 문과 상호 작용하며, 테이크다운을 실행할 수 있다. 새로운 게임플레이 기능을 통해 플레이어는 더 발전된 전술적 접근 방식을 사용할 수 있으며, 이를테면 커버 뒤에서 맹목적인 사격을 가하거나 파괴 가능한 환경 요소를 돌파하거나 벽을 올라 목표를 완수할 수 있는 새로운 경로를 만들 수 있다.

### 멀티 플레이어
뱅가드의 멀티플레이어 모드에는 총 20개의 맵이 있으며, 그 중 16개는 핵심 게임 모드인 챔피언 힐(Champion Hill)이라는 이름의 새로운 게임 모드용 맵이 있으며, 나머지 4개는 이전에 콜 오브 듀티: 모던 워와 콜 오브 듀티: 블랙 옵스 콜드 워에서 등장했던 2v2 아레나 모드인 건파이트의 다음 버전이다. 솔로스(1대1)든 듀오스(2대2)든 트리오스(3대3)든 선수들이 4쿼터 접전 끝에 전략과 전술을 겸비한 라운드 로빈 토너먼트에서 마지막까지 서 있는 한 살아남는 것이 챔피언힐의 골자다. 8개 스쿼드 모두 한 명씩 12명의 삶(트리오스 18명)을 공유하는 동시에 이 게임 모드를 위해 특별히 설계된 4개의 맵에서 서로 격돌한다. 수명이 다하면 경기가 끝나고 남은 마지막 선수단이 토너먼트에서 승리한다. 모든 플레이어가 동일한 장비로 시작하지만 바이 라운드는 다른 플레이 스타일을 수용하기 위해 더 효과적인 무기, 치명적, 전술 장비, 그리고 경기 중 획득한 게임 내 화폐로 특전을 구입할 수 있다.
콜 오브 듀티 프랜차이즈 최초로 컴뱃 페이싱이 뱅가드의 멀티플레이어 매치메이킹에 도입되어 플레이어가 핵심 멀티플레이어 게임 모드의 강도와 밀도를 더 잘 제어할 수 있게 되었다. 플레이어는 멀티플레이 경험을 맞춤화하기 위해 다양한 플레이 스타일을 선호하는 세 가지 미리 정의된 페이싱 필터(Tactical, Attack, Blitz) 중에서 선택할 수 있다. 빠른 재생 메뉴에서 "모두" 페이싱 옵션을 선택하여 이러한 기본 설정을 혼합할 수도 있습니다. 전술 페이스는 전통적인 전투 타이밍과 함께 6V6 로비에 있는 고전적인 콜 오브 듀티 경험을 제공한다. 반면, "Assault" 페이스는 로비를 10대 10 또는 12대 12로 증가시켜 지도 전반에 걸쳐 균형 잡힌, 더 많은 액션이 가득한 전투를 펼친다. 마지막으로, 블리츠 페이스는 24x24 플레이어 수를 제공하며, 모던 워페어의 지상전 모드와 유사한 전투 경험을 가진 고액션 로비를 제공한다. 모든 전투 페이싱 변형은 뱅가드의 멀티 플레이어 맵에서 플레이할 수 있다.
더 발전된 형태로 돌아오는 건스미스 시스템 외에도 뱅가드 멀티플레이어는 파괴적이고 반응적인 환경의 몰입적인 요소들을 지도에 가져오는 소위 "Caliber 시스템"을 특징으로 한다. 뱅가드는 서버측 보호와 커널 레벨 드라이버의 조합을 이용한 독점적인 치트 방지 시스템인 리코쳇 안티치트를 특징으로 하는 최초의 콜 오브 듀티 타이틀이기도 하다. 뱅가드는 콜드워와 마찬가지로 콜 오브 듀티: 워존과 통합되어 플레이어가 기존의 모던워와 콜드워 아이템 외에도 두 타이틀 모두에서 무기, 오퍼레이터, 기타 화장품 아이템을 개발하고 사용할 수 있게 된다. 2019년 이후 콜 오브 듀티 프랜차이즈의 이전 메인 플레이와 마찬가지로 뱅가드의 멀티플레이는 8세대와 9세대 가정용 비디오 게임 콘솔의 교차 세대 게이밍 지원과 완벽하게 호환된다.

### 좀비
좀비 협력 모드는 슬레지해머 게임스와 협력하여 트레야르크가 개발한 뱅가드 모드로 돌아온다. 이 모드는 다크 에테르 이야기의 확장으로 간주되며 블랙 옵스 콜드 워의 이야기의 프롤로그 역할을 한다. 출시 당시 이 게임은 라운드 기반 서바이벌 게임플레이와 아웃브레이크, 온슬라우트의 목표 기반 게임플레이를 결합한 새로운 맵인 데르 안팡(Der Anfang)을 갖추고 있다. 뱅가드에서는 에센스, 샐비지 통화, 다크 에테르로 구동되는 필드 업그레이드와 같은 콜드 워의 게임 요소가 다시 등장하며, 여기에는 특전과 팩어 펀치 머신과 같은 좀비 게임 아이템이 포함된다. 새로운 게임플레이 기능인 코벤츠의 제단은 매 경기마다 플레이어들에게 무작위 버프를 부여하여 다양한 전투 빌드를 허용한다.  좀비를 위한 출시 후 업데이트는 스토리 진행에 대한 주요 탐색뿐만 아니라 새로운 코벤트 및 필드 업그레이드를 포함한 데르 안팡의 추가 목표를 특징으로 할 예정이다.

## 개발
뱅가드(Vanguard)는 슬레지해머 게임즈가 2014년 콜 오브 듀티: 어드밴스드 워페어와 2017년 콜 오브 듀티: 2차 세계대전에 이어 콜 오브 듀티 프랜차이즈에서 개발한 세 번째 타이틀이다.
제2차 세계 대전 이후, 이 스튜디오는 공동 설립자이자 감독인 글렌 스코필드와 마이클 콘드레이의 사임에 따른 조직 구조 재건 과정을 거쳤다. 벤처비트의 인터뷰에서 Slegehammer Games가 뱅가드를 개발하도록 이끄는 길과 재구축에 대해 언급하며, 스튜디오의 책임자인 애런 헤일론은 "우리는 우리의 유산과 우리가 만든 것에 대해 사랑하지만, 우리는 또한 스튜디오의 미래와 우리가 더 강해질 수 있는 방법에 대해 생각하고 싶었다. [...] 우리는 D가 자랑스럽다.콜 오브 듀티: 뱅가드(Call of Duty: Vanguard)와 함께 우리가 지금 이 자리에 서게 된 계기를 만들어 왔다."
원래 인피니티 워드, 트레이아치, 슬레지해머 게임즈가 3년 동안 주요 개발자를 순환시켰으나 슬레지해머가 주도적으로 레이븐 소프트웨어와 함께 새로운 콜 오브 듀티 엔트리를 만들면서 2020년에 계속될 것으로 예상되었다. 두 사람의 이해충돌로 인해 프로젝트를 장악하면서 책임이 트레이아르크로 넘어갔고, 2020년 블랙옵스 냉전이 전개되는 결과를 낳았다.
2021년 5월 액티비전 Q1 어닝 콜에서 슬레지해머 게임즈가 새로운 콜 오브 듀티 게임의 개발을 주도하고 있음을 확인했다. 액티비전 블리자드 사장 겸 최고운영책임자(COO)인 다니엘 알레그리는 공식 트위터를 통해 "올해 프리미엄 콜 오브 듀티 출시가 매우 기대된다"고 밝혔다. 개발은 슬레지해머게임즈가 주도하고 있다. 그리고 그 게임은 훌륭해 보이고 가을 출시를 앞두고 있다. 이는 기존 COD [Call of Duty] 생태계와 통합하고 개선하도록 설계된 캠페인, 멀티 플레이어 및 협력 모드 전반에 걸친 놀라운 비주얼을 통해 차세대 환경을 구축한 것이다. 우리는 곧 더 자세한 내용을 지역사회와 공유하기를 기대한다."
뱅가드는 모던 워페어를 구동하는 IW 8.0 엔진의 업그레이드 버전을 기반으로 제작되었다. 게임의 비주얼은 부분적으로 사진 측량 및 새로운 체적 조명 기술을 사용하여 개발되는 동시에 다른 표면에 총탄에 부딪히는 충격에 반응하는 손상 레이어 시스템을 통해 반응적이고 파괴 가능한 환경 그래픽 디테일과 텍스처를 도입한다.

## 평가
이 게임은 평론가들로부터 엇갈린 평가를 받았는데, 캠페인과 멀티플레이어에는 찬사를 보냈지만 좀비 모드와 혁신성 부족에 대한 비판이었다.
| 평가 |                                     |
| --- | ----------------------------------- |
| 통합 점수 통합사 점수 메타크리틱 XSXS: 74/100 [ 25 ] PS5: 73/100 [ 26 ] PC: 72/100 [ 27 ] 평론 점수 평론사 점수 CGM 7/10 [ 28 ] EGM [ 29 ] 게임스팟 7/10 [ 30 ] 게임스레이더+ [ 31 ] 하드코어 게이머 4/5 [ 32 ] Jeuxvideo.com 14/20 [ 33 ] PC 게이머 (US) 60/100 [ 34 ] PCGamesN 8/10 [ 35 ] 푸시 스퀘어 [ 36 ] |                                     |
| 통합 점수 |                                     |
| 통합사 | 점수                                |
| 메타크리틱 | XSXS: 74/100 PS5: 73/100 PC: 72/100 |
| 평론 점수 |                                     |
| 평론사 | 점수                                |
| CGM | 7/10                                |
| EGM | [ 29 ]                              |
| 게임스팟 | 7/10                                |
| 게임스레이더+ | [ 31 ]                              |
| 하드코어 게이머 | 4/5                                 |
| Jeuxvideo.com | 14/20                               |
| PC 게이머 (US) | 60/100                              |
| PCGamesN | 8/10                                |
| 푸시 스퀘어 | [ 36 ]                              |